# Lääminki
Lääminki eller Lääminkijärvi är en sjö i Finland. Den ligger i kommunen Kangasniemi i landskapet Södra Savolax, i den södra delen av landet, 240 km norr om huvudstaden Helsingfors. Lääminki ligger 123,3 meter över havet. Arean är 4,61 kvadratkilometer och strandlinjen är 36,04 kilometer lång. Sjön  ingår i Kymmene älvs huvudavrinningsområde.   I omgivningarna runt Lääminki växer i huvudsak barrskog.
I övrigt finns följande i Lääminki:
- Suvisaari (en ö)
- Tenkkelinsaari (en ö)
- Tuomarinluoto (en ö)
- Hytsaari (en ö)
- Kestikievari (en ö)
- Honkasaari (en ö)
- Lehtisaari (en ö)
- Mustasaari (en ö)
- Pynnölänsaari (en ö)
- Moukosaari (en ö)
- Jänissaari (en ö)

I övrigt finns följande vid Lääminki:
- Kaiturinlampi (en sjö)